# La Represa (Panama)
Pour les articles homonymes, voir La Represa.
La Represa est un corregimiento du district de La Chorrera dans la province de Panama Ouest en République de Panama.

## Population
- 2010 : 681 habitants
- 2000 : 696 habitants
- 1990 : 650 habitants